# Dienes Andor
Diénes Andor (alias Andre de Dienes) (Torja, Háromszék vármegye, 1913. december 18. – West Hollywood, Kalifornia, USA 1985. április) divatfotós, fotóművész.
Munkásságát tekintve kreatív és poétikusan művészi aktfotói; szürrealista, montázs-fotói, valamint Marilyn Monroe-ról készített sorozatai a legfontosabbak.

## Gyermekkor és ifjúévek
Születési helye vita tárgyát képezi.  Annak ellenére, hogy legtöbb forrás torjai születésűként tünteti fel, Kézdivásárhely anyakönyve szerint 1913. december 18-án ott látta meg a napvilágot.
Anyai felmenői - dédapja Zajzon István feltorjai református lelkipásztor, nagyapja Zajzon Albert távírótiszt, nagybátyja Zayzon Lázár ügyvéd (Albert  halálát követően anyjának nevelőapja), anyja Uzoni Zayzon Piroska) valószínűsítik, hogy a Torján ma is álló 511-es számú házban született.
Édesapja, Diénes Kálmán a sepsiszentgyörgyi Agrár Takarékpénztár igazgatója volt, bátyjai közül dr. Diénes Jenő ifjúsági író és laptulajdonos, valamint dr. I. Diénes Ödön, az első kézdivásárhelyi múzeum alapítója fejttek ki közéleti aktivitást.
Anyja, Uzoni Zayzon Piroska 1925-ben kútba vetette magát. Az öngyilkosságtól megrendült család – az akkorra Romániához csatolt Székelyföldről – Budapestre települt. Innen elsőként a legidősebb bátyja, Kálmán költözött Amerikába, majd követte másik bátyja, László is.
Dienes Andor kezdetben kifutófiúként, majd egy selyemüzlet alkalmazottjaként dolgozott a magyar fővárosban. Ekkoriban kezdett a művészetekkel foglalkozni, tanult fotózni, rajzolni, festeni.

## Európai vándorévek
Alig 15 évesen elhagyta Budapestet, és többnyire gyalogszerrel bejárta Európa több országát.
Tunéziában vette első kameráját egy 35 mm-es Retinát. Itt tanult tovább festeni is.
1933-1938 között Párizsban élt, vásárolt egy új Rolleiflex-et is, mely gép aztán végigkísérte egész életén. Párizsban lett belőle divatfotós. Rengeteg nő ragadt a férfias, jóképű Diénesre. Kiadóknak, lapoknak fényképezett. Többek között a kommunista l’Humanité hozta képeit, illetve dolgozott az Associated Press-nek is 1936-ig.

## Egyesült Államok
Két évvel később bátyjait követve az USA-ba emigrált és New Yorkban dolgozott. Arnold Gingrich az Esquire magazin alapítója segítette munkákhoz. Lapjában, majd a  Vogue-ban és a  Montgomery Ward-ban jelentek meg képei. Bedolgozott a Theater Arts című lapba is, amit a budapesti Színházi Élet korábbi tulajdonos főszerkesztője, Incze Sándor 1945-ben Amerikában alapított.
Diénes szabadidejében sokat utazott az Államokban és fényképezte a helyi nevezetességeket, tájakat, de leginkább a hopi, navaho és az apacs indiánokat. Divatfotós létére készített egy sorozatot a Harleem street életéről is.
1944-ben Hollywoodba költözött, valószínűleg a Vogue inspirációja nyomán. Diénes naplója szerint, elégedetlen volt azokkal a merev korlátokkal, melyek a korabeli divat- és aktfényképezést meghatározták, s amelyeket éppen Munkácsi Márton kezdett megújítani. Diénes itt új környezetben, új feltételekkel dolgozhatott. Aktokat és divatfotókat készített a szabadban, nem műtermi környezetben. Minden képe tele volt érzelemmel, szenvedélyességgel. A természet, a kaliforniai táj, a szinte állandó napsütés erősen hatottak rá, képein a környezet és modellje szépségét egyaránt hangsúlyozta. Olyan aktfotós volt, aki szinte minden modelljébe rajongásig beleszeretett.
Gyorsan ismertté vált, az egyik legnépszerűbb sztárfotósaként tartották nyilván a maga korában. Sok képe és cikke jelent meg a kor vezető magazinjaiban, úttörő szerepe volt a különböző labor-technikák, képmanipulációk, mint a fotómontázs, a szolarizáció, a tónusmódosítás alkalmazásában.
Az 1940-50-es évek legnagyobb hollywoodi stúdiók sztárjait fényképezte, egyebek mellett Ingrid Bergmannt, Elisabeth Taylort, Shirley Templet, Marlon Brandot, Henry Fondat, Fred Astairet, Ronald Reagant, Anita Ekberget és főként Marilyn Monroe-t, akit ő fedezett fel.

## Diénes Andor és Norma Jeane
A későbbi Marilyn Monroe-val 1945-ben ismerkedett meg, mikor Diénes művészi aktfotóhoz megfelelő modellt keresett. Emile Snively "Blue Book" modellügynökségén keresztül találkozott a tizenkilenc éves csinos lánnyal, az akkor még Norma Jeane Bakerrel (addigra már elvált James Doughertytől), aki ezzel élete első munkáját kapta meg. Diénes öt héten keresztül fotózta, beutazták együtt fél Kaliforniát és házasságot terveztek. Az ez idő tájt 32 éves, jóképű Diénesnek mindig nagy sikere volt a nőknél, és úgy tartják róla, hogy legtöbb modelljébe beleszeretett. Az itt készült képek egyike a Parade címlapján jelent meg, ami elindította Marylin Monroe-t a siker útján. Aztán később persze már a többi kép is, számtalan helyen és formában.
Végül az idillnek vége szakadt, de továbbra is barátok maradtak. Egészen 1953-ig fotózta a dívát, de nem húzott soha anyagi vagy politikai hasznot sikeréből.
Diénes kétszer nősült, gyermeke nem született. 1985-ben rákban halt meg.
1985-ben jelent meg a Marylin Mon Amour c. fekete-fehér fényképválogatása, amely több kiadást is megért.
1988-ban a Monroe-rajongók egy csoportja feldúlta Diénes korábbi lakását. Ekkor került elő több mint 2000 – részben privát – fotó, amelyeket a művész soha nem publikált. A fényképek mellett előkerültek Diénes titkos emlékiratai, amelyek a szerelem és a barátság szemszögéből mutatják be az érzékeny és ambiciózus Norma Jane átalakulását Marylin Monroe-vá, a zaklatott dívává. Diénes fényképei és feljegyzési feltárják Norma Jeane életének kevéssé ismert oldalát édesanyjának elmegyógyintézetbeli meglátogatásától egészen pár nappal halála előtti hazalátogatásáig.

## Művei (válogatás)
- The  Nude. The Bodley Head, London 1956
- Nude Pattern. The Bodley Head, London 1958
- Best Nudes. The Bodley Head, London 1962
- Natural Nudes. Amphoto, New York 1966
- The Glory of de Dienes Women. Elysium, Los Angeles 1967
- Naked Women. Lyle Stuart, New York 1968
- Western Nudes. Bell, New York 1968
- Nude Variations. Amphoto, Garden City 1977
- Marilyn, mon amour: the private album of André de Dienes, her preferred photographer, St. Martin’'s Press, New York 1985 (reprint München, Schirmer/Mosel, 1986)
- Marilyn, szerkesztette Steve Crist és Shirley T. Ellis de Dienes, Taschen Verlag, Köln  2002, ISBN 3-82281467-9
- Studies of the Female Nude. Twin Palms Pub, Santa Fe 2005, ISBN 1-931885-39-7